# Olšanská myslivna
Olšanská myslivna (též Volšanská myslivna) je samota na katastrálním území vsi Trojany, 3 km západně Kralovic, v místech zaniklé středověké vsi Újezd. Patrovou myslivnu nechal v místní oboře (původně klášterní bažantnice) roku 1758 postavit Fortunát Hartmann, opat plaského kláštera. Jeho opatský znak se dochoval na pískovcovém roubení zbytků studny.
Roku 1899 byla nedaleko myslivny na trati z Mladotic do Kralovic vybudována železniční zastávka Trojany, aby šlo lépe převážet vytěžené dřevo z okolních lesů. Trať č. 162 sloužila do konce roku 1996, od té doby je na trati trvalá výluka.